# Albatros (hydroptère)
Pour les articles homonymes, voir Albatros.
L'Albatros est un hydroptère construit pour la Compagnie générale de navigation sur le lac Léman (CGN) à l'occasion de l'Exposition nationale suisse de 1964. Après un succès initial, la baisse de la fréquentation et les difficultés d'exploitation poussent la CGN à le vendre en 1972.

## Historique
Au début des années 1960, la perspective de l'Exposition nationale suisse de 1964 conduit au lancement d'un certain nombre de projets d'ingénierie dans la région de Lausanne. Dans ce contexte, la Compagnie générale de navigation sur le lac Léman (CGN), société qui exploite des navires historiques à roues à aubes ainsi que des navires modernes en service régulier envisage la mise en service de navires moderne. Le 10 mai 1962, l'assemblée extraordinaire des actionnaires décide de commander un hydroptère. Le projet retenu est celui de la société Leopoldo Rodriquez, de Messine, pour un budget de 1,2 million de francs.
L'Albatros est construit dans le courant de l'année 1963. Le 8 février 1964, il quitte Messine pour son voyage inaugural en ralliant Marseille, devenant ainsi le premier navire de la CGN à naviguer en haute mer,. Arrivé à Marseille, il est monté sur un camion et acheminé par la route jusqu'à Lausanne.
Le 16 avril, l’Albatros est en service comme navette sur la ligne Vidy-Évian. Le tirant d'eau du navire lui interdit toutefois l'entrée de la rade de Genève la plupart du temps. En 1970, la CGN décide de mettre l'Albatros en vente.
En 1972, l'Albatros est vendu à une société du Lavandou.